# Oorlogswinter (film)
Oorlogswinter is een Nederlandse bioscoopfilm uit 2008 van Martin Koolhoven, gebaseerd op het gelijknamige boek van Jan Terlouw. De internationale titel van de film is Winter in Wartime.

## Verhaal
De film speelt zich af in een dorp op de besneeuwde Veluwe tijdens de hongerwinter van 1944/'45. Michiel van Beusekom (Martijn Lakemeier) is de 14-jarige zoon van Johan van Beusekom (Raymond Thiry), de burgemeester, die probeert diplomatiek met de Duitse bezetters om te gaan om de ellende voor zijn dorp te beperken. Michiel die door de sluiting van school rusteloos is, vindt zijn vader slap en wil 'in het verzet'; iedereen vindt dat te gevaarlijk voor iemand van zijn leeftijd. Hij vindt een voorbeeld in 'oom Ben' (Yorick van Wageningen), die in het verzet zit en bij de Van Beusekoms in komt wonen, omdat hij zich wil onttrekken aan de 'Arbeitseinsatz'.
Michiel onderzoekt met zijn beste vriend Theo (Jesse van Driel) een Brits vliegtuigwrak; hij neemt een horloge mee en Theo een rubber slang. Zijn oudere buurjongen Dirk (Mees Peijnenburg) neemt Michiel in vertrouwen: hij gaat een munitiedepot overvallen en geeft Michiel een brief die deze aan Bertus van Gelder (Tygo Gernandt) moet geven als Dirk niet terugkomt. Dirk wordt gearresteerd; Bertus slaat op de vlucht als de Duitsers hem komen arresteren en wordt gedood. Daarom leest Michiel de brief maar zelf. Er wordt een locatie in het Dagdalerbos in genoemd.
Michiel vindt daar in een ondergrondse schuilplaats, de Britse piloot Jack (Jamie Campbell Bower). Deze waarschuwt Michiel dat hij tegen niemand mag vertellen dat hij daar zit ondergedoken, maar moet er later wel mee instemmen dat Michiels oudere zus Erica (Melody Klaver), die verpleegster is, zijn gewonde been komt verzorgen.
Jack wil naar Zwolle, aan de overkant van de IJssel, waar hij een contact heeft en Michiel zal hem helpen daar te komen. Ze kunnen 's middags om drie uur de veerpont nemen, dan drinken de Duitsers altijd thee in een huis in de buurt en worden mensen over de rivier gesmokkeld. Jack en Michiel gaan op de fiets, maar moeten uit elkaar gaan omdat ze Duitsers tegenkomen. Michiel denkt daarna dat Jack door de Duitsers is opgepakt, maar die avond blijkt dat hij gezien heeft hoe de Duitsers een dode Duitse soldaat gevonden hebben in het Dagdalerbos.
In de schuilplaats vindt Michiel Jack terug, die vertelt dat hij de soldaat heeft doodgeschoten, om te kunnen ontsnappen. De Duitsers arresteren als represaille enkele dorpelingen, onder wie Michiels vader. Ben gaat naar het gemeentehuis, om bij de Duitsers zijn vrijlating te bepleiten.
Om te voorkomen dat Michiels vader gefusilleerd wordt wil Jack zich aangeven, maar daar houdt Michiel hem vanaf; hij denkt namelijk dat Ben ervoor zal zorgen dat zijn vader vrijkomt. Ben komt inderdaad met goed nieuws: zijn vader zal de volgende dag worden vrijgelaten.
De volgende ochtend wordt Michiel wakker door het geluid van de kerkklok. Als hij naar Ben rent, blijkt dat de zaken er toch anders voorstaan dan het de vorige avond leek. Michiel springt op zijn fiets en racet naar de dorpskern, waar de Duitsers op het punt staan zijn vader en de andere gijzelaars te fusilleren. Hij wil de Duitsers dan toch maar vertellen dat Jack de Duitser heeft doodgeschoten, zoals die zelf al bereid was te bekennen, maar is te laat. Hij wordt tegengehouden en ziet nog net hoe zijn vader wordt gefusilleerd. Michiel is vooral boos op oom Ben, omdat die een veel te optimistisch beeld had geschetst. Tegen Jack zegt Michiel dat zijn vader is vrijgelaten en het goed maakt.
Bij een nieuwe poging naar Zwolle te gaan, gaan de twee met een koets naar de pont. Er loopt een wiel af, maar enkele Duitse soldaten en Schafter, een man van wie de dorpelingen denken dat hij NSB'er is, helpen hen het wiel er weer op te zetten. Ze gaan op de pont, maar wegens Duitsers aan de overkant dwingt Jack de veerman met zijn pistool om te wachten, zodat ze weer met de koets van de boot afkunnen.  Jack en Michiel vluchten het bos in, waar het ze lukt Duitsers die hen achtervolgen van zich af te schudden. Het paard loopt echter een open beenbreuk op. Michiel kan het niet over zijn hart verkrijgen het dier te doden; Jack doet het voor hem.
Na de vlucht vertelt Michiel Jack de waarheid over zijn vader. Als de twee bij de schuilplaats komen, blijken de Duitsers deze te hebben ontdekt. Er zit niets anders op dan dat Michiel Jack mee naar huis neemt.
Als Jack en Michiel langs de achtertuin van Schafter komen, zien ze een Joods meisje bij een sneeuwpop. Schafter roept het meisje toe snel naar binnen te gaan. Op het moment dat Schafter de sneeuwpop kapot wil trappen ziet hij Michiel en Jack. Michiel en Schafter kijken elkaar zwijgend aan en begrijpen elkaar.
Wanneer Michiel aan Ben vertelt over Jack, neemt die de zorg voor Jack op zich; hij zal hem samen met Erica, over de IJsselbrug brengen. Ben zegt dat Dirk hem hier nooit mee op had mogen zadelen. Als Ben, Jack en Erica onderweg zijn naar Zwolle herinnert Michiel zich dat weer. Maar hij heeft het nooit over Dirk gehad! Dat Ben vuil spel speelt wordt zekerheid als Michiel tussen diens spullen bewijs vindt dat hij met de Duitsers heult. Michiel springt op de fiets om de achtervolging in te zetten.
Vlak bij de IJsselbrug confronteert Michiel hem met de feiten en zegt tegen Jack dat Ben een verrader is. Ze overmeesteren Ben en binden hem vast. Ben geeft impliciet dat van Dirk en Bertus toe, maar vertelt dat hij de Duitsers zover had gekregen dat ze bereid waren om in plaats van Michiels vader een willekeurige dorpeling te executeren, maar dat zijn vader liever zichzelf opofferde.
Terwijl Michiel deze nieuwe informatie probeert te verwerken en ziet hoe Jack veilig, langs de onderkant van de brug, de overkant van de IJssel bereikt, heeft Ben zich los weten te maken en is hij gevlucht. Michiel rent hem achterna de bossen in. Als Ben valt, neemt Michiel hem onder schot. Ben haalt Michiel over hem te laten gaan. Hij loopt richting een stoet Duitsers die door het bos trekken. Als Ben hen kan aanspreken, zal alles voor niks zijn geweest. Michiel schiet Ben alsnog dood.
Bij het bevrijdingsfeest kijkt Michiel toe. Hij lijkt ouder geworden en feest niet mee, ook niet als zijn moeder hem daartoe aanspoort. Wat later in de achtertuin komt zijn beste vriend Theo hem halen en probeert Michiel het alsnog. Als hij speels met een slang boven zijn hoofd zwaait, en zo een toon voortbrengt, ontstaat voorzichtig een glimlach op zijn gezicht.

## Rolbezetting
| Acteur                | Personage                              | Opmerkingen                                                            |
| --------------------- | -------------------------------------- | ---------------------------------------------------------------------- |
| Martijn Lakemeier     | Michiel van Beusekom                   | Debuut                                                                 |
| Yorick van Wageningen | Oom Ben                                | Eerste rol in een Nederlandse film sinds hij in Hollywoodfilms speelt. |
| Jamie Campbell Bower  | Jack (gewonde Engelse piloot)          |                                                                        |
| Melody Klaver         | Erica van Beusekom (zus van Michiel)   |                                                                        |
| Raymond Thiry         | Johan van Beusekom (vader van Michiel) |                                                                        |
| Anneke Blok           | Lia van Beusekom (moeder van Michiel)  |                                                                        |
| Tygo Gernandt         | Bertus                                 |                                                                        |
| Dan van Husen         | Auer                                   |                                                                        |
| Mees Peijnenburg      | Dirk Knopper                           |                                                                        |
| Ad van Kempen         | Schafter                               |                                                                        |
| Jesse van Driel       | Theo                                   |                                                                        |
| Emile Jansen          | Dhr. Knopper                           |                                                                        |

## Productie
De filmopnames vonden van half februari tot eind april 2008 plaats. De film speelt zich geheel af in een periode dat er sneeuw ligt. Mede daarom is de film voor bijna de helft in Litouwen opgenomen. Eén dag in april 2008 lag er sneeuw in Nederland en konden er ook daar sneeuwlandschappen gefilmd worden. Daarnaast zijn er diverse soorten kunstsneeuw gebruikt en is er ook digitale sneeuw toegevoegd.
Een groot gedeelte van de film opgenomen is in twee plaatsen in Noord-Brabant, Woudrichem en Megen, en in Gelderland (Herwijnen) in Huis Kerkenstein. Tevens vonden er opnames plaats bij de IJsselbrug in Zwolle. Aangezien ook daar geen sneeuw lag, werd er opnieuw met kunstsneeuw gewerkt.

## Bezoekersaantallen
De film was een groot succes in de bioscopen en trok bijna een miljoen bezoekers. Na negen dagen in de bioscoop had de film de status van 'Gouden Film' bereikt; Jan Terlouw reikte de prijs uit aan hoofdrolspeler Martijn Lakemeier. 29 december werd de Platina Film-status bereikt, vanwege de 400.000e bezoeker en dit aantal steeg naar 800.000 op 12 maart 2009. Oorlogswinter is de meest succesvolle Nederlandse film sinds Alles is Liefde (2007). Uiteindelijk werden in Nederland zo'n 850.000 plaatsbewijzen verkocht, en in België ongeveer 60.000. Ook op dvd en via video on demand was de film heel succesvol.

## Internationaal
Oorlogswinter werd ook internationaal verkocht. De film werd uitgebracht in onder meer de Verenigde Staten, China, Australië, Frankrijk, Ierland, Nieuw-Zeeland, Duitsland en de Scandinavische landen. In 2010 haalde Oorlogswinter de zogeheten shortlist van negen films voor een Oscar-nominatie, maar kwam niet bij de laatste vijf die daadwerkelijk genomineerd werden.

## Prijzen
- Rembrandt Awards (2009) voor beste film, beste acteur (Martijn Lakemeier) en beste actrice (Melody Klaver).
- Platina Film
- Gouden Film
- Gouden Kalveren voor Beste Acteur (Martijn Lakemeier), Beste Mannelijke Bijrol (Raymond Thiry) en Beste Production Design tijdens het Nederlands Film Festival 2009. (Nominaties waren er verder voor Beste Regie (Martin Koolhoven), Beste Sound Design (Herman Pieëte), Beste Scenario (Paul Jan Nelissen, Mieke de Jong en Martin Koolhoven) en Beste Film)
- Een Zilveren Marc'Aurelio voor de Beste Film, gegeven door de jury in de leeftijd 14-17 jaar op het Internationaal filmfestival van Rome 2009.
- PZC Award op het International Film by the Sea festival.
- Shortlist Academy Awards in de categorie Best Foreign Language Film
- Beste DVD en Beste Extra's bij DVD.nl Awards.

## Verschillen met het boek
- In het boek gaat Dirk een distributiekantoor overvallen, in de film een munitiedepot.
- In het boek duikt Dirk onder in de ondergrondse schuilplaats. Ook is hij het die de Duitse soldaat heeft doodgeschoten. In de film wordt de soldaat doodgeschoten door Jack.
- De barones bij wie verplicht Duitsers zijn ingekwartierd, en die met een list de Duitsers stipt om 15.00 uur thee laat drinken waardoor vluchtelingen ongezien met het Koppelingse veer over kunnen varen, komt in de film niet voor.
- In het boek is Dirk ontsnapt uit Kamp Amersfoort en duikt samen met Jack onder in het bos.
- Michiel schiet Ben dood. In het boek ontsnapt Ben en sterft hij als het munitie-konvooi wordt aangevallen door een vliegtuig en een munitievrachtwagen ontploft.
- In het boek wordt het kleine broertje van Michiel gered door een Duitser. In de film is het Michiel zelf die door een Duitser wordt gered van verdrinking.
- In het boek verzendt Ben de brief van Jack wel, maar in de film houdt hij deze achter.
- In het boek helpt Michiel een vader en zoon over de IJssel.

## Televisieseries en musical
Van de film werd door Omroep MAX een driedelige televisieserie gemaakt. De serie is in mei 2012 uitgezonden.
In 1975 had de VARA onder regie van Aart Staartjes het boek Oorlogswinter als 13-delige televisieserie verfilmd en werd uitgezonden in het najaar van 1975. 
In 2011 ging de gelijknamige musical in premiere.